# The Men in Black
The Men in Black è una serie a fumetti scritta da Lowell Cunningham, illustrato da Sandy Carruthers e pubblicato negli Stati Uniti d'America dalla Aircel Comics (Aircel successivamente fu rilevata dalla Malibu Comics, che a sua volta fu rilevata dalla Marvel Comics). Sono stati pubblicati tre volumi del fumetto nel 1990, ed altri tre l'anno successivo. La serie ha ispirato il film Men in Black, che è stato un grande successo commerciale e di pubblico e critica, ed ha portato alla realizzazione di due sequel e vari Spin-off.

## Storia editoriale
La prima serie consta di tre numeri ed è stata pubblicata nel 1990 dalla Aircel Comics. Dopo essere stata rilevata dalla Malibu Comics, è stata pubblicata una seconda serie nel 1991.
La Malibu a sua volta fu rilevata dalla Marvel nel 1994, e quando è stato proiettato il primo film, la Marvel ha pubblicato alcuni fumetti one shot nel 1997, fra cui un prequel (Men in Black: Far Cry), un sequel (Men in Black: Retribuition), un adattamento del film (Men in Black: Movie Adaptation), ed una ristampa del primo numero della miniserie originale pubblicata dalla Aircel (Men in Black: Initiation).
Nel 1990 la prima serie è stata ripubblicata per intero in un volume unico.

## Trama
I Men in Black sono una organizzazione segreta che controlla e interrompe qualunque attività paranormale sulla Terra (inclusi alieni, demoni, mutanti e altre forme di vita extraterrestre), tenendo la popolazione all'oscuro di quanto stia accadendo. Fra i membri dell'organizzazione, i fumetti seguono le vicende di Zeta, Jay e Kay. Un agente chiamato Ecks fugge via dopo aver scoperto la verità dietro i MiB, cioè cercare di manipolare e riplasmare il mondo secondo le loro volontà.
Affinché possano portare a termine le proprie missioni, a ogni agente è concessa qualsiasi azione, morte e distruzione incluse. Tutti coloro che diventano MiB devono troncare ogni legame con la loro vita precedente e agli occhi del mondo non esistono. Gli agenti che tentano la fuga (come Ecks) vengono perseguitati ed eliminati.

## Trasposizioni in altri media
La serie ha fornito la premessa e i personaggi per il film del 1997 Men in Black, i suoi due sequel Men in Black II e Men in Black 3, e gli spin-off. Fra i cambiamenti principali fra la storia del fumetto e quella dei film, si può citare il fatto che nei film l'organizzazione si occupi esclusivamente delle attività aliene sulla Terra, omettendo tutto ciò che riguarda le altre attività paranormali citate nel fumetto. Nel fumetto l'agente J è di razza caucasica e non afro-americana e, mentre nel fumetto gli agenti uccidono i testimoni, nel film hanno un dispositivo per cancellarne la memoria. Inoltre nei film non viene fatta alcuna menzione al fatto che l'organizzazione dei MiB tenti di riplasmare la Terra, lasciando intendere che l'unico vero obiettivo sia solo quello di mantenere la pace.